# Ⱥ
Cette page contient des caractères spéciaux ou non latins. S’ils s’affichent mal (▯, ?, etc.), consultez la page d’aide Unicode.
Le A barré, Ⱥ (minuscule : ⱥ), est une lettre additionnelle latine utilisée dans l’écriture du chinantèque de Tepinapa, du mazahua et du saanich, dialecte du salish des détroits.

## Utilisation

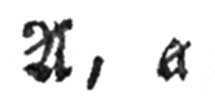
La lettre Ⱥ telle qu’utilisée par Kristian Kølle, dans le style d’écriture gothique allemande.

L’auteur norvégien Kristian Kølle proposa l’utilisation d’un a barré pour une orthographe dano-norvégienne purement phonétique en deux livres: Kort Beskrivelse over Snarøen (Brève description de Snarøen 1792) et Ær dæt fårnuftigt at have Religion? (Est-il raisonnable d’avoir la religion? 1794). La forme ⱥ suit le modèle de la lettre dano-norvégienne ø (le o barré), et elle allait prendre la place du digramme aa, représentant une voyelle mi-fermée postérieure arrondie [o]. Comme l’orthographe de Kølle allait être phonétique plutôt que garder les étymologies des mots, le ⱥ allait aussi remplacer le o. Aujourd’hui la lettre å a remplacé le digramme aa (venant du á du vieux norrois) tandis que le o garde ses deux prononciations: [o] et [u], suivant l’étymologie.
En dialectologie allemande, la transcription phonétique d’Otto Bremer utilise le a barré ‹ ⱥ ›.
Suniti Kumar Chatterji (en) utilise le a barré ‹ ⱥ › dans la translitérration du bengali dans Origin and development of the Bengali language publié en 1926.
Le a barré est utilisé dans l’écriture des langues chinantèques avec l’orthographe de l’INALI.
Il est aussi utilisé dans l’alphabet mazahua de 1989.

## Codage informatique
Le A barré peut être représenté avec les caractères Unicode suivants :
| formes    | représentations | chaînes de caractères | points de code | descriptions                    |
| --------- | --------------- | --------------------- | -------------- | ------------------------------- |
| capitale  | Ⱥ               | Ⱥ                     | U+023A         | lettre majuscule latine a barré |
| minuscule | ⱥ               | ⱥ                     | U+2C65         | lettre minuscule latine a barré |